# Eumacronychia sternalis
Eumacronychia sternalis är en tvåvingeart som beskrevs av Allen 1926. Eumacronychia sternalis ingår i släktet Eumacronychia och familjen köttflugor.
Artens utbredningsområde är Texas. Inga underarter finns listade i Catalogue of Life.